# Lawman (derecho)

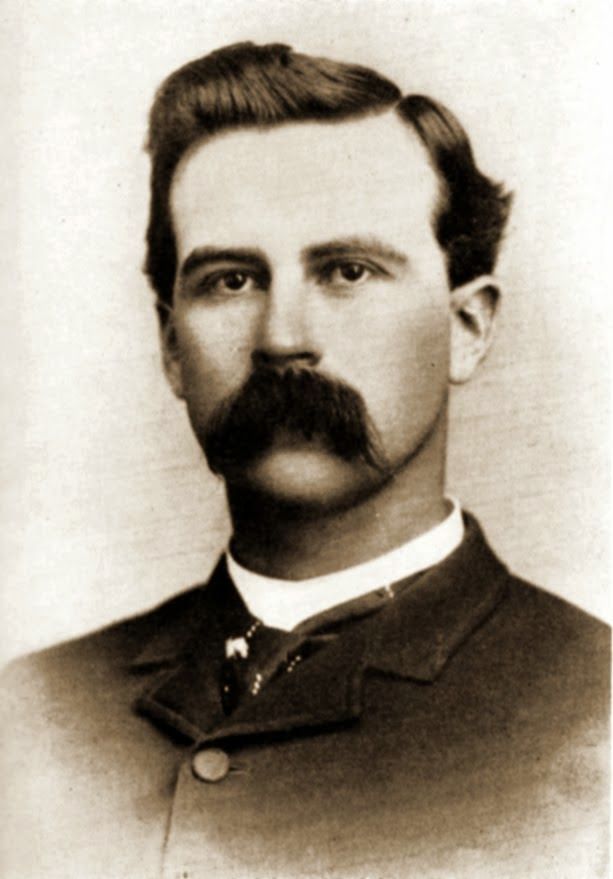
Jeff Milton, lawman en Arizona en 1895

Un lawman, palabra inglesa que significa «hombre de la ley» (semejante a un Sheriff en los EE. UU.) , era una persona que en la Inglaterra anglosajona tenía conocimientos especializados en derecho. En el conocido como Danelaw, 12 miembros de la ley estaban al frente de los procedimientos en los tribunales locales, donde se controlaban los pagos de la comunidad local (GELD) y la recaudación (FYRD) además de recepcionar y ejecutar órdenes reales.
El término también es usado para referirnos a los descendientes de los colonizadores ingleses que en América del Norte se pusieron de parte de Gran Bretaña durante la guerra de Independencia de los Estados Unidos. Caso semejante cuando hablamos de los protestantes en Irlanda del Norte que desean mantener el vínculo con Reino Unido. Durante la guerra civil española, fue el término inglés para designar a los partidarios de la II República española.